# Albánia javasolt világörökségi helyszínei
Albánia területéről eddig négy helyszín került fel a világörökségi listára, valamint négy további helyszín a javaslati listán várakozik a felvételre.
| Név                           | Kép | Típus      | Kritérium   | Év   | Link |
| ----------------------------- | --- | ---------- | ----------- | ---- | ---- |
| Selca e Poshtme-i királysírok |     | kulturális | III         | 1996 | 909  |
| Durrësi amfiteátrum           |     | kulturális | IV          | 2004 | 910  |
| Apollónia                     |     | vegyes     | II, III, IV | 2014 | 5885 |
| Bashtovai vár                 |     | kulturális | IV          | 2017 | 6259 |